# 리기 칼트바트

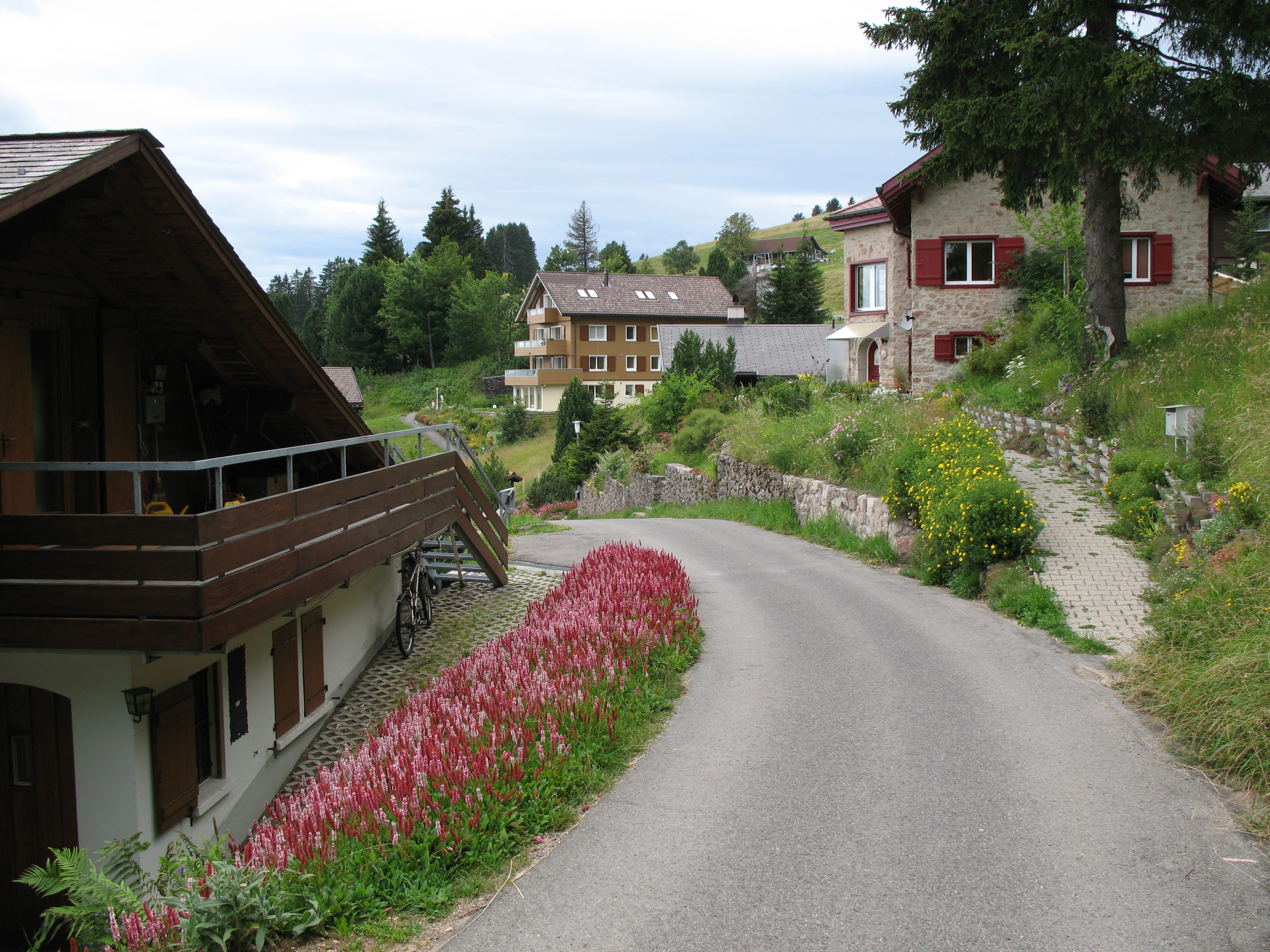
리기 칼트바트 풍경

리기 칼트바트(독일어: Rigi Kaltbad)는 스위스 루체른주에 위치한 스위스 알프스의 리조트이다. 이 리조트는 1,433m 높이의 햇볕이 잘 드는 테라스에 자리 잡고 있으며, 중부 스위스의 베기스 위 루체른 호수가 내려다 보이는 곳에 위치해 있다. 지역은 베기스의 지자체의 일부이다.
리기 칼트바트는 리기산의 측면에 위치하고 있으며, 리기 철도로 피츠나우와 연결되어 있다. 또한 케이블카로 베기스와 연결된다.
리기 칼트바트는 또한 1875년과 1931년 사이에 샤이데크 정상에 연결되었던 등고선을 따라가는 파노라마 철도인 리기-샤이데크 철도의 종점이기도 했다. 터널과 여러 다리는 여름에는 탁 트인 산책로로, 겨울에는 크로스 컨트리 스키를 즐길 수 있는 철도길이다.